# Carl von Linsingen
Carl Christian Freiherr von Linsingen, seit 1816 Graf von Linsingen, (* 6. Januar 1742; † 5. September 1830 in Herrenhausen) war ein deutscher General der Kavallerie des Königreichs Hannover.

## Leben
Carl Christian Freiherr von Linsingen zu Birkenfelde wurde 1753 Kadett im Regiment Hammerstein in Hameln und Ende 1756 Kornett. Während des Siebenjährigen Kriegs kam er 1757 unter dem Kommando des Oberst von Post ins Feld. 1758 wurde er auf Betreiben seines älteren Bruders als Sekondeleutnant in das reitende Jägerkorps unter Wilhelm von Freytag versetzt. Dort kämpfte er bis zum Ende des Krieges. 1764 wurde er in den Stamm des 9. leichten Dragoner-Regiments versetzt. Dort wurde er 1772 Premierleutnant, 1777 Hauptmann und 1791 Major. Während des Ersten Koalitionskrieges war er 1793 Vorposten-Kommandant und konnte sich mehrfach auszeichnen. Während des Rückzuges stürzte Linsingen in einen Vorpostengefecht bei Goirle am 26. August 1793 mit seinem Pferd und geriet in Gefangenschaft. Er blieb bis zum Ende des Krieges in französischer Gefangenschaft.
Nach der Rückkehr in sein Regiment wurde Linsingen 1795 Oberstleutnant und 1801 Oberst. Nach der Kapitulation der Hannoverschen Armee im Jahr 1803 und deren Auflösung ging er in die King’s German Legion nach England. Dort wurde er 1804 Generalmajor und wurde Chef des 1. Leichten Dragoner-Regiments, später des 1. Husaren-Regiments. Damit kämpfte er 1805 in Feldzug in Hannover, und 1807 im Baltikum. In der Schlacht bei Kiöge am 29. August 1807 kommandierte Linsingen die rechte Kolonne, Wellington die linke. 1809 nahm er an der Landung in Walcherem teil.
Im Jahr 1811 wurde er zum Generalleutnant befördert und war Distrikts-General in England und Irland. Ab 1813 war er bei Abwesenheit des Herzogs von Cambridge Kommandeur der Legion. 1815 wurde er zum General der Kavallerie ernannt und 1817 auch zum Inspekteur der Kavallerie. Auf diesem Posten verblieb er bis zu seinem Todestag, dem 5. September 1830.
Am 17. Januar 1816 erhob König Friedrich Wilhelm III. von Preußen den General in den preußischen Grafenstand. 1820 wurde Linsingen zum Ehrenbürger der Stadt Hannover ernannt. Er war Inhaber des Großkreuzes des Guelphen-Ordens, Honorary Knight Commander des Order of the Bath (KCB) sowie Inhaber des preußischen Großen Roten Adlerordens.
Sein Sohn, der Kgl. großbritann. Oberstleutnant William Frederic, wurde 1818 in England naturalisiert als William Frederic Linsingen, Count Linsingen of Linsingen (of the Kingdom of Prussia) and Baron Linsingen (in the Kingdom of Hanover), act Linsingen von 1818, House of Lords, London.